# The Secret Four
The Secret Four é um seriado estadunidense de 1921, gênero ação, dirigido por Albert Russell e Perry N. Vekroff e estrelado por Eddie Polo e Kathleen Myers. Produzido em 15 capítulos e distribuído pela Universal Pictures, veiculou nos cinemas estadunidenses a partir de 19 de dezembro de 1921.
Este seriado é considerado perdido.

## Elenco
- Eddie Polo
- Kathleen Myers
- Doris Deane
- Hal Wilson
- William Welsh
- Thelma Daniels

## Capítulos
1. Behind the Mask (19 de dezembro de 1921)
2. The House of Intrigue
3. Across the Chasm
4. The Dive of Despair (2 de janeiro de 1922)
5. Black Waters
6. The Highway of Fate
7. The Creeping Doom
8. The Flaming Forest
9. The Fight in the Dark
10. The Burning Pit
11. The Stampede of Death
12. Floods of Fury
13. The Man Trap
14. The Hour of Twelve
15. Black Gold